# Assassinat a Ramatuelle
Assassinat a Ramatuelle (títol original en francès, Crime à Ramatuelle) és un telefilm de 2022 dirigit per Nicolas Picard-Dreyfuss i escrit Jean Falculète i Frédéric Faurt. Forma part de la col·lecció de pel·lícules policíaques francobelgues Assassinat a... i es va emetre el 5 de juol de 2022 al canal suís RTS Un, el 9 d'octubre del mateix any al canal belga La Une, i el 7 de gener de 2023 a France 3. Es va doblar al català per a TV3, que va emetre'l el 10 de novembre de 2024.
El rodatge de la pel·lícula va tenir lloc del 21 de febrer al 18 de març de 2022 a Ramatuela i la seva regió. Quan es va emetre a France el 2023, va acumular 4.789.000 espectadors, cosa que va representar el 24% de quota d'audiència.

## Sinopsi
Sébastien Lacassagne, propietari d'una finca vinícola i d'una platja privada a Ramatuela, és assassinat a casa seva. La fiscal Elisabeth Richard i la capitana Caroline Martinez s'encarreguen de la investigació, amb una llista de sospitosos que no para de créixer. Tot plegat entre les preguntes de Grégoire Spaletta, periodista local, relacionat amb una desaparició anys enrere que també sembla estar connectada amb l'assassinat.

## Repartiment
- Florence Pernel: fiscal Élisabeth Richard
- Lola Dewaere: capitana Caroline Martinez
- Florent Peyre: Grégoire Spaletta
- Matthieu Burnel: Jérôme Leclerc, el forense
- Alexandre Labarthe: Sébastien Lacassagne
- Arielle Sémenoff: Christine Lacassagne
- Chloé Chaudoye: Ambre Lacombe
- Cécilia Cara: Louise Garnier
- Charles Lelaure: Romain Lacombe
- Pierre Hancisse: Jules Andreotti
- Mona Walravens: Sonia Dellarba
- Fannie Fararik: Maya Johansson
- Arno Chevrier: Serge Castanier
- Laurent d'Olce: Patrick Martineau
- Pascal Légitimus: ell mateix